# Gare d'Ōizumi-gakuen
La gare d'Ōizumi-gakuen (大泉学園駅, Ōizumi-gakuen-eki) est une gare ferroviaire de l'arrondissement de Nerima, à Tokyo au Japon. Elle est exploitée par la compagnie Seibu.

## Situation ferroviaire
La gare d'Ōizumi-gakuen est située au point kilométrique (PK) 12,5 de la ligne Seibu Ikebukuro.

## Historique
La gare a été inaugurée le 1er novembre 1924.

## Service des voyageurs

### Accueil
La gare dispose d'un bâtiment voyageurs, avec guichet, ouvert tous les jours.

### Desserte
- Ligne Seibu Ikebukuro :
  - voie 1 : direction Nerima (interconnexion avec la ligne Seibu Yūrakuchō pour Kotake-Mukaihara, Shibuya ou Shin-Kiba) et Ikebukuro
  - voie 2 : direction Tokorozawa et Hannō